# Podhradí

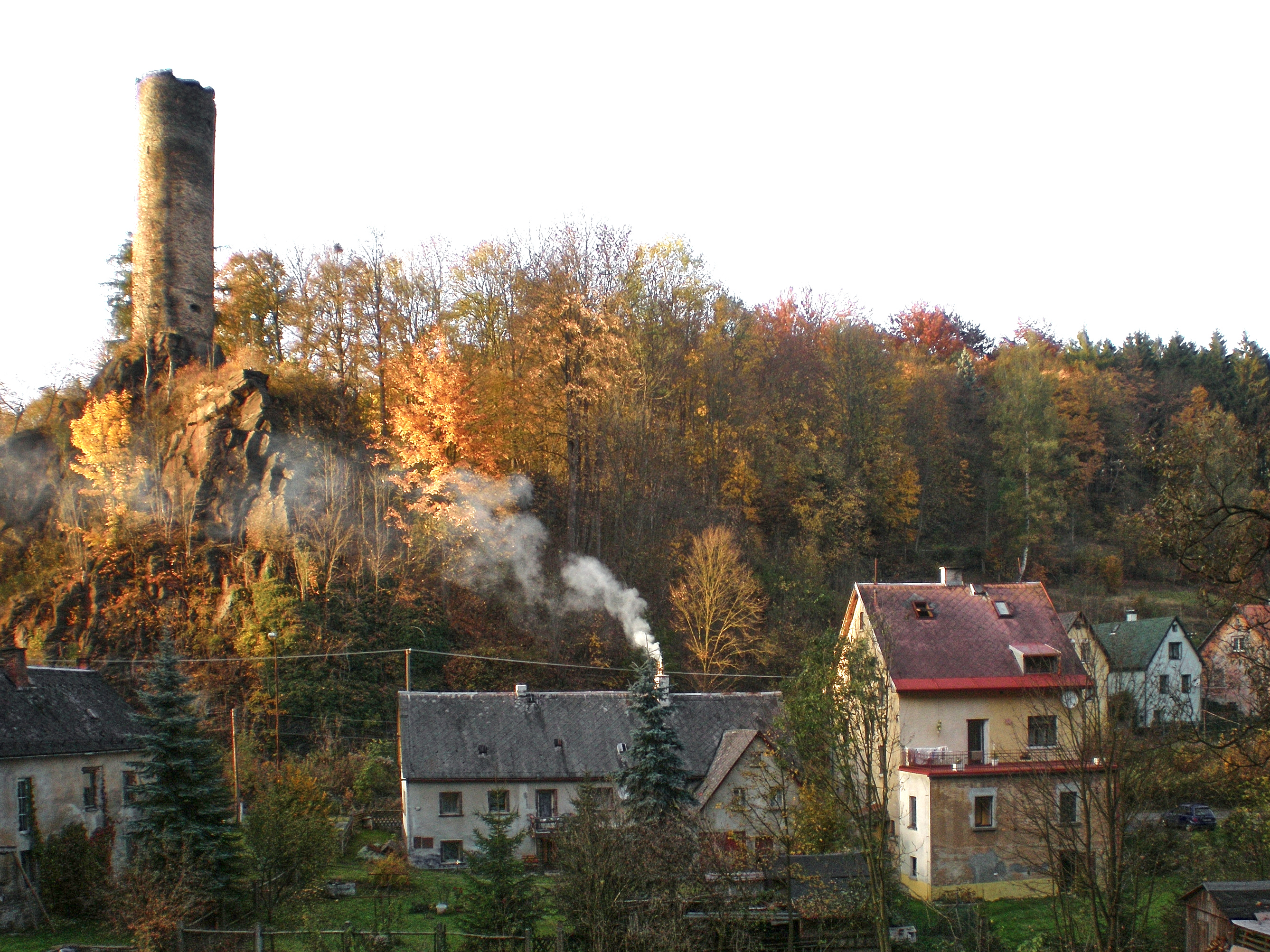
Obec Podhradí v podhradí zříceniny hradu Neuberg

Označení podhradí (latinsky suburbium) se používá pro osídlenou část území pod vlastním hradním areálem, která může mít i vlastní opevnění. Jedním z nich bylo městečko Podhradí na jižní straně Hazmburku.
Náročnější poptávka hradních obyvatel stimulovala rozvoj řemeslné výroby v podhradí a v důsledku i vznik tržišť. Podhradí tak vedle významných křižovatek a brodů byly častým místem trhových osad, na jejichž místě byla ve vrcholném středověku zakládána města.